# Боб Беннетт (плавець)
Боб Беннетт (англ. Bob Bennett, 23 травня 1943) — американський плавець.
Призер Олімпійських Ігор 1960, 1964 років.